# 오귀스트 로댕

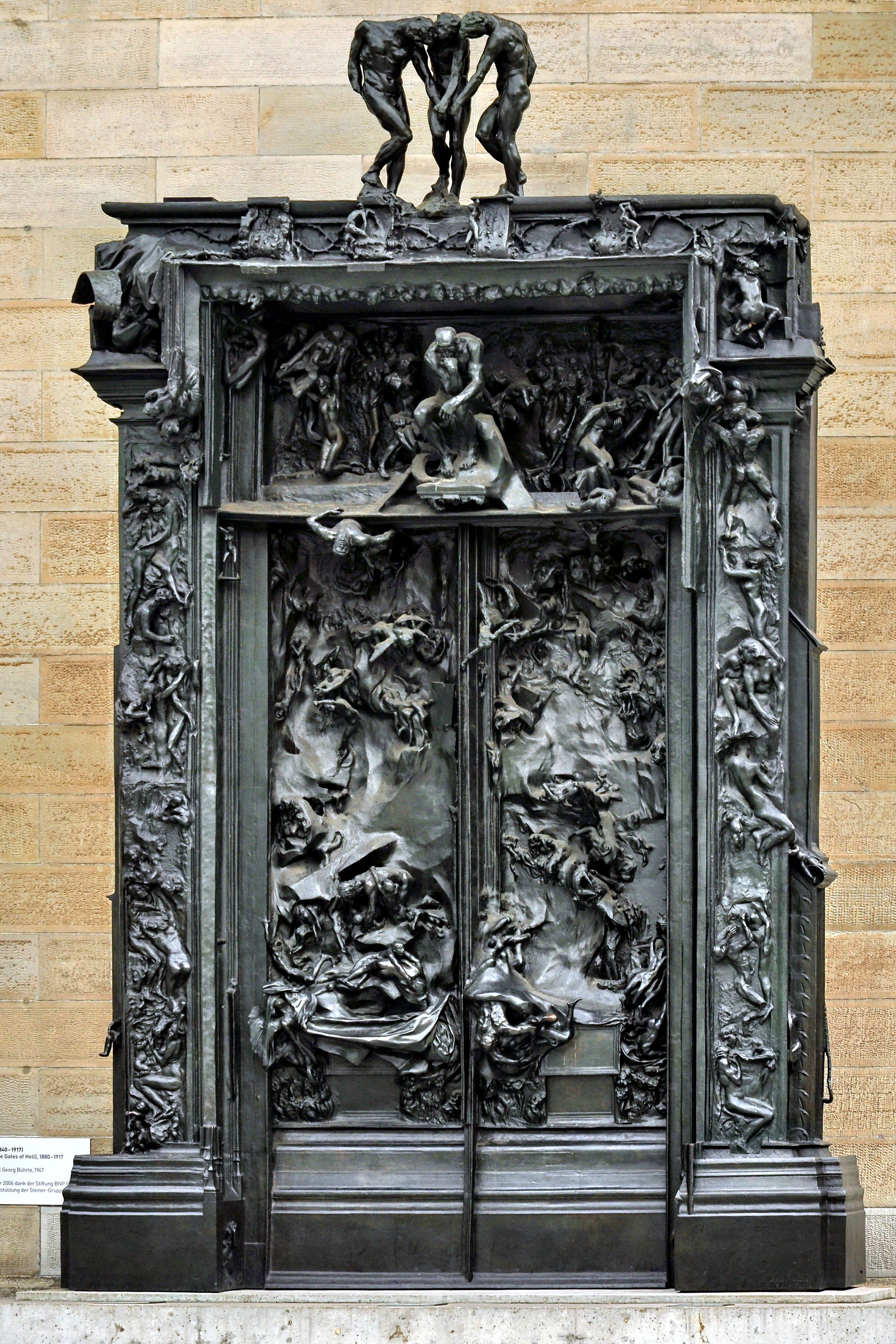
《지옥의 문》.

프랑수아오귀스트르네 로댕(프랑스어: François-Auguste-René Rodin, 1840년 11월 12일~1917년 11월 17일)은 프랑스의 조각가이다. 근대 조각의 시조이며, 가장 위대한 조각가이다.

## 생애

### 미술공부
1840년, 로댕은 프랑스 파리 노동자 계층 가정에서 어머니 메리 체퍼와 경찰청 형사인 아버지 진  티스트 로댕의 아들로 태어났다. 로댕은 10세 때부터 혼자서 그림을 그리기 시작하였고 14세부터 17세까지 미술과 수학이 전문화된 프티 에콜이라는 학교에서 드로잉과 페인팅을 공부하였다. 그의 드로잉 선생님이었던 르코크 드 브아보드랑으로부터 교육을 받았다. 르코크 드 브아보드랑은 학생들이 스스로 생각하고 관찰한 것을 그리는 것이 자신들의 인격 수양에 도움이 된다고 믿었다. 이러한 사상은 로댕의 조각품들에 큰 영향을 미쳤다.

### 좌절
1857년 로댕은 에콜 데 보자르에 입학하기 위해 자신의 동료를 모델로 만든 찰흙 작품을 제출하지만, 입학하지는 못하였다. 그로부터 두 작품을 더 제출하였으나 거부되었다. 그랜드 에콜에 입학하기 위한 요청사항도 그 당시 높지 않았는데도 입학이 거부되었기 때문에, 로댕은 심히 좌절할 수밖에 없었다. 그의 작품들이 거부되었던 가장 큰 원인은 판정가들이 로댕의 새로운 감각적인 조각품들보다는 신고전주의적인 작품들을 추구하였기 때문이라고 알려지고 있다. 1857년 로댕은 프티 에콜을 떠나게 된다. 그 후에는 생활비를 위하여 조각가의 조수 등을 지냈는데, 이는 오히려 관학의 형식주의적 타락을 막아주는 결과가 되었다. 20여년간을 장식품들과 건축장식들을 제출하는 일을 하는 장인으로 살았다.

### 미술활동
1862년 그의 누이였던 마리아(Maria)가 수도원에서 복막염으로 세상을 떠났다. 그녀에게 믿음직스럽지 않은 구혼자를 소개해 주었던 로댕은 이 일에 죄책감을 느끼고 괴로워한다. 로댕은 결국 조각을 그만두고 로마 가톨릭 교회 신앙을 가졌는데, 로마 가톨릭 교회 사제인 피터 주리안 데이말드(Peter Julian Eymard)신부는 로댕이 다시 조각을 하도록 격려하였다. 데이말드 신부가 보기에는 로댕은 사제나 신부가 되는 것보다 조각을 하는 게 맞는 사람이었다. 로댕은 장식품들을 조각하는 일을 다시 시작했으며, 동물 조각가였던 앙투안루이 바리(Antoine-Louis Barye)의 수업에 참여했다. 동물들이 움직일 때의 정교한 근육조직들을 훌륭히 표현했던 바리의 작품들은 로댕에게 큰 영향을 주었다.
1864년, 24살의 로댕은 그의 첫 조각품인 《코가 망그러진 사나이》(The Man with the Broken Nose)를 살롱에 출품하였으나 낙선하였다.
1875년 이탈리아를 여행하는데, 그것은 자연으로부터의 새로운 출발의 의미가 있으며, 《청동 시대》를 제작하는 계기가 되었다.

### 결혼과 전시회 개최
1864년 평생의 반려자인 재봉사 로즈 뵈레를 만나게 된다. 그들은 아들 오귀스트 외젠 뵈레(Auguste-Eugène Beuret)를 낳았으며, 처음으로 조각 전시회를 가졌다. 전시회를 계기로 명성 높은 조각가 카리에 벨뢰즈 아틀리에(Albert-Ernest Carrier-Belleuse)의 작업실에서 작업을 했는데, 지붕, 계단, 그리고 출입문 장식들을 도맡아 하였다. 1870년 프로이센-프랑스전쟁으로 인해 로댕은 경제적 어려움을 겪게 된다. 그러나 카리에 벨뢰즈 아틀리에의 요청으로 벨기에 브뤼셀에서 증권 거래소 건물장식들을 만들며 미술활동을 계속하였다. 1875년부터 이탈리아에 체류했고 1877년에 프랑스로 귀국하였다. 대표작으로는 《칼레의 시민》, 《지옥의 문》, 《생각하는 사람》 등이 있다.

### 카미유 클로델과의 만남
카미유 클로델은 그의 연인이다. 로댕의 유명한 조각인 지옥의 문은 로댕이 1880년에 주문받았으며, 평생 작업한 작품이었다. 1881~1882년 자신의 제자이자 동업작가인 카미유 클로델(작가 콜로델의 누이동생)과의 인연이 시작된다. 클로델은 16년 뒤 그와의 결별 후 정신이상자가 되었지만, 로댕은 《칼레의 시민들》, 《빅토르 위고》, 《발자크》 같은 중요한 여러 작품의 주문을 받는다. 이 중 마지막 두 작품은 거절을 당한다. 1900년에 로댕은 조각가로서 대성공을 거둔다. 시인 라이너 마리아 릴케는 1905년 그의 비서로 활동했으며, 1908년에는 현재의 로댕 미술관인 비롱 호텔을 빌리도록 촉구하였다. 1916년 작품과 전시물을 국가에 기증하고, 1917년에 세상을 떠났다.

## 로댕과 조각의 근대성
19세기에 들어 조각계에는 뤼드나 바리, 카르포 등이 등장했으나, 조각은 여전히 회화에 종속되어 있어, 이 3인의 출현도 아카데믹한 경향에 저항하는 소수의 움직임에 불과하였다. 그러나 조각의 고정관념을 근저로부터 깨고 새로운 전도(前途)를 개척하여 조각에 대한 인식을 회화와 같은 수준으로 끌어올린 것은 로댕의 제작이었다. 그러나 로댕은 생활에 쫓겨서 조각작품의 발표가 늦어졌다. 그가 최초로 사회적 반향을 일으킨 것은 1876년 《청동시대》(靑銅時代)를 발표하면서부터였다. 그러나 그것은 공격의 대상이었다. 심사원은 그 생생한 청년상을 보고 산 사람을 방불케 한다고 주장하였다. 그러나 그것은 최선을 다한 로댕의 오랜 기간의 탐구와 관찰로 이루어진 것으로, 조각을 하나의 형(型)에 따라 제작하는 사람이나, 고정된 미(美)의 관념으로 보는 사람은 이해하지를 못하였다. 그것은 인간의 외형을 단순하게 묘사한 것이 아니고, 작가가 포착하고 생각한 인간상을 한 사람의 청년의 육체를 통해 생명 있는 것으로 표현한 것이다. 로댕은 시종 기성관념과 충돌하여 가나, 그는 살아 있는 것같이 조각하는 것이 아니라 조각 속에 산 인간을 놓고 생명의 상호 접촉을 실현시켰다. 그러므로 빛과 그늘의 역할을 아주 크게 비약케 하여 조각의 면(面)이나 요철(凹凸)을 내적 생동에 결합시키고 있다. 로댕은 〈지옥의 문〉을 구상하여 초인적인 노력으로 인체의 비밀을 탐구하였다. 인상(人像)은 외치고, 두려워하고, 노호하면서, 공간에 머물러 있을 수 없을 정도로 순간적 모습을 보여 약동의 분방성(奔放性)을 나타내고 있다. 여기에 창조된 것은 기왕에 걸쳐 있던 건조의 구렁으로부터 끌어 내어 점토에 살아 있는 언어를 부여했다. 더욱이 만년에는 《발자크 상(像)》(1898)을 발표하여 더 한층 물의를 자아냈다. 그것은 문호(文豪)가 잠옷 바람의 모습으로 서 있는 것인데, 이 제작은 부분을 떠나 조상을 거대한 덩어리로 조형하여 모든 것을 내부에 포함시켜 외면의 묘사로서는 불가능한 내면적인 웅대성을 파악하였다. 그것은 조각분야에 다시금 새로운 길을 개척하는 것으로, 로댕은 전생애를 통해 조각에는 별재(別在)하는 웅변이 있음을 입증하고, 전무후무하다고 할 수 있는 기술을 통해 표현의 방법을 모조리 개선하여, 조각을 근대적인 새로운 방향으로 발전시켰다.

## 작품 세계
가장 전형적인 작품이 1880-1900년 제작된 186인의 인체를 높이 6.50m의 문에 조각한 《지옥의 문》이다. 1895년 《칼레의 시민》, 1900년 《입맞춤》 등을 계속 발표하였다. 이어서 1904년 유명한 《생각하는 사람》, 1907년 《걷는 사람》, 1913년 《클레망소》 등을 비롯하여 많은 작품을 남겼다.
그는 미켈란젤로 이후의 최대의 거장으로 예리한 사실의 기법을 구사하여 인간의 모든 희로애락의 감정 안에서 솟아나는 생명의 약동을 표현하려 하였다. 이로써 근대 조각에 새로운 방향을 여는 동시에 세계적으로 큰 영향을 주었다.

## 오귀스트 로댕을 연기한 배우
- 제라르 드파르디외 - 1988년 영화 《까미유 끌로델》